# Меріон (Айова)
Меріон (англ. Marion) — місто (англ. city) в США, в окрузі Лінн штату Айова. Населення — 41 535 осіб (2020).
Місто було названо на честь Френсіса Меріона, героя Війни за незалежність США.

## Географія
Меріон розташований за координатами 42°2′41″ пн. ш. 91°35′10″ зх. д. / 42.04472° пн. ш. 91.58611° зх. д. (42.044596, -91.586160).  За даними Бюро перепису населення США в 2010 році місто мало площу 41,60 км², з яких 41,57 км² — суходіл та 0,03 км² — водойми. В 2017 році площа становила 45,58 км², з яких 45,56 км² — суходіл та 0,01 км² — водойми.

## Демографія
Згідно з переписом 2010 року, у місті мешкало 34 768 осіб у 14 108 домогосподарствах у складі 9308 родин. Густота населення становила 836 осіб/км².  Було 15064 помешкання (362/км²).
Расовий склад населення:
| - 93,7 % — білих - 2,0 % — чорних або афроамериканців - 1,6 % — азіатів - 0,3 % — корінних американців |

До двох чи більше рас належало 1,9 %. Частка іспаномовних становила 2,0 % від усіх жителів.
За віковим діапазоном населення розподілялося таким чином: 26,5 % — особи молодші 18 років, 60,4 % — особи у віці 18—64 років, 13,1 % — особи у віці 65 років та старші. Медіана віку мешканця становила 36,1 року. На 100 осіб жіночої статі у місті припадало 93,5 чоловіків;  на 100 жінок у віці від 18 років та старших — 90,7 чоловіків також старших 18 років.
Середній дохід на одне домашнє господарство  становив 75 146 доларів США (медіана — 64 527), а середній дохід на одну сім'ю — 90 232 долари (медіана — 78 849). Медіана доходів становила 55 646 доларів для чоловіків та 43 455 доларів для жінок. За межею бідності перебувало 6,6 % осіб, у тому числі 8,8 % дітей у віці до 18 років та 3,8 % осіб у віці 65 років та старших.
Цивільне працевлаштоване населення становило 19 061 осіб. Основні галузі зайнятості: освіта, охорона здоров'я та соціальна допомога — 21,7 %, виробництво — 18,0 %, роздрібна торгівля — 12,7 %, науковці, спеціалісти, менеджери — 9,0 %.